# Aquarien- und Terrarienverein Scalare Fulda
Der Aquarien- und Terrarienvereins „Scalare“ 1925/55 e. V. Fulda ist ein gemeinnütziger Verein in Fulda. Der Verein unterhält am Ortsrand eine Kaltwasseranlage für heimische Fische, einige Volieren und Gehege sowie eine Dauerausstellung mit Aquarien und Terrarien.

## Geschichte
Der Verein wurde 1925 gegründet, hat etwa 150 Mitglieder und ist Mitglied im  Verband Deutscher Vereine für Aquarien- und Terrarienkunde e.V. (VDA).
Dem Verein gelang 2015 erstmals in Deutschland die Nachzucht der vom Aussterben bedrohten Kubakrokodile. Dafür wurde er mit dem Züchterpreis des VDA ausgezeichnet.

## Dauerausstellung
Die Dauerausstellung befindet sich auf dem Vereinsgelände an der Fulda. Das Gelände hat eine Fläche von ca. 13.000 Quadratmetern. Manchmal werden Ausstellungen in Kooperation mit anderen Vereinen durchgeführt, z. B. mit dem Modelleisenbahnclub (MEC) Fulda. Ferner existiert eine Jugendgruppe.
Zu den im Tümpelgarten gehaltenen Tierarten zählen neben See- und Süßwasserfischen auch Rochen, Garnelen, verschiedene Schildkrötenarten, Eichhörnchen, Papageien, Krokodile und Alligatoren, verschiedene Schlangenarten, Spinnen und andere Tiere.
Die Aquarien- und Terrarienausstellung ist im Rudi-Schmitz-Haus beheimatet. Es handelt sich um ein Exotarium mit tropischen Reptilien, Amphibien, Insekten und Fischen. Außerdem gibt es eine sogenannte Kaltwasseranlage mit Europäischen Sumpfschildkröten sowie einheimischen Fischen, Freigehege für Eichhörnchen, Wasserschildkröten und Landschildkröten sowie Volieren mit heimischen und exotischen Vögeln. Auf dem Gelände befinden sich drei Tümpel und mehrere Teiche. Die Aquarienabteilung ist im Erdgeschoss mit 16 Süßwasseraquarien und einem Seewasseraquarium beheimatet. Zudem befinden sich dort ein Paludarium, drei Regenwald-Aquaterrarien mit Pfeilgiftfröschen und offenes Aquaterrarium mit Schmuckschildkröten und Fischen. Die Terrarienausstellung befindet sich im Obergeschoss und umfasst 15 Terrarien mit Krokodilen, Alligatoren, verschiedenen Echsen und weiteren Tieren.